# Mezinárodní den obětí násilného zmizení
Mezinárodní den obětí násilného zmizení byl vyhlášen Valným shromážděním OSN v roce 2010 a je připomínán od roku 2011 vždy 30. srpna.
Mezinárodní den obětí násilných zmizení byl vyhlášen 21. prosince 2010 s cílem zvýšit povědomí o využívání násilných zmizení jako strategie k vyvolání strachu v občanech. Podle Deklarace o ochraně všech osob před násilným zmizením (vyhlášené Valným shromážděním 18. prosince 1992), k násilnému zmizení dochází, když jsou osoby zatčeny, zadrženy nebo odvezeny proti své vůli vládními agenty nebo organizovanými skupinami podporovanými vládou a poté odmítají sdělit místo svého pobytu nebo uznat, že jsou zbaveny svobody, a zůstávají tak mimo ochranu zákona.
Tento jev vyvolává pocit nejistoty, který se týká nejen přímých příbuzných zmizelých, ale i komunity a společnosti jako celku. Praxe nuceného zmizení se stala celosvětovým problémem, který se neomezuje pouze na určitý region, a v situacích vnitřních konfliktů se používá jako metoda politické represe. Mezi obavy z této praxe patří obtěžování obránců lidských práv, příbuzných obětí, svědků a právníků, jakož i využívání boje proti terorismu jako záminky k porušování povinností a přetrvávající beztrestnost.
Římský statut Mezinárodního trestního soudu a Mezinárodní úmluva o ochraně všech osob před nuceným zmizením stanoví, že tato praxe, je-li součástí rozsáhlého nebo systematického útoku proti jakémukoli civilnímu obyvatelstvu, představuje zločin proti lidskosti, který není promlčen. To dává rodinám obětí právo získat odškodnění a znát pravdu o zmizení svých blízkých.
Tento den se slaví každoročně 30. srpna. Toto datum zvolilo Valné shromáždění OSN jako uznání práce různých organizací pro lidská práva, které si již toto téma připomínají v různých částech světa. Rezoluce rovněž vyjádřila znepokojení nad nárůstem počtu násilných zmizení a nad obtěžováním svědků a příbuzných zmizelých a uvítala přijetí Mezinárodní úmluvy o ochraně všech osob před násilným zmizením.

## Témata
- 2011: První oslava
- 2012: Čin, který popírá samu podstatu lidskosti
- 2013: Rodiny a nevládní organizace bojující za práva obětí potřebují podporu a ochranu
- 2014: Odstranit všechny překážky při pátrání po zmizelých
- 2015: 40 let plánu Kondor
- 2016: Žádné téma
- 2017: Žádné téma
- 2018: V mezinárodním právu jsou pátrání a vyšetřování povinné, nikoliv volitelné
- 2019: Státy musí jednat v případě zmizení migrantů
- 2020: Rodiny a společnost mají právo znát pravdu
- 2021: Žádné téma
- 2022: Násilné zmizení, plánované a systematické, představuje zločin proti lidskosti
- 2023: Paměť, pravda, spravedlnost a odškodnění pro oběti násilných zmizení